# Daniel Omielańczuk
Daniel Omielańczuk, född 31 augusti 1982 i Sokołów Podlaski, är en polsk MMA-utövare som sedan 2013 tävlar i organisationen Ultimate Fighting Championship.